# Sin retorno
Sin retorno és una pel·lícula argentina-espanyola de thriller dramàtic, opera prima coescrita i dirigida per Miguel Cohan protagonitzada per  Leonardo Sbaraglia, Martín Slipak, Bárbara Goenaga i Federico Luppi. L'argument és un thriller que explora les causes i les conseqüències d'un succés que implica diversos personatges embolicats de diferents maneres, proposant diversos punts de vista al mateix temps. Es va estrenar el 30 de setembre de 2010 a l'Argentina i el 18 de febrer de 2011 a Espanya.

## Sinopsi
En un accident de trànsit, el ciclista Pablo (Agustín Vásquez) és atropellat i mor. El responsable, Matías (Martín Slipak), es dona a la fuga sense deixar ni una sola pista. Per part seva, Víctor (Federico Luppi), el pare de la víctima, no està disposat a quedar-se de braços plegats i, secundat pels mitjans de comunicació, exigeix trobar al responsable i portar-lo a la presó, per la qual cosa comença a buscar testimonis de l'accident.
Per una sèrie de coincidències i una justícia contaminada per l'opinió pública, Federico (Leonardo Sbaraglia), un innocent, és portat al banc dels acusats, enfrontant-se a una culpa i a una pena que no li correspon. Sense cap prova que incrimini a Matías, i amb la complicitat dels seus pares Ricardo (Luis Machín) i Laura (Ana Celentano), Matías segueix amb la seva vida normal malgrat els seus sentiments de culpa.
Tres anys i mig després Federico surt de la presó i decideix buscar al veritable culpable. Embolicats en l'entreteixit de l'atzar i les decisions desesperades, aquests homes hauran d'enfrontar-se a la culpa, la responsabilitat i la necessitat íntima de redempció en una espiral que no tindrà retorn.

## Repartiment
- Leonardo Sbaraglia - Federico Samaniego
- Martín Slipak - Matías Fustiniano
- Bárbara Goenaga - Natalia Kaufman
- Luis Machín - Ricardo Fustiniano
- Ana Celentano - Laura Fustiniano
- Arturo Goetz - El Liquidador
- Agustín Vásquez - Pablo Marchetti
- Federico Luppi - Víctor Marchetti
- Manuel Longueira - Kempes/Chasman
- Rocío Muñoz - Luciana Fustiniano
- Felipe Villanueva...Chaucha[2]

## Recepció
Sin retorno va aconseguir crítiques positives dels principals mitjans de comunicació escrits a l'Argentina. El diari Clarín  la va qualificar com a bona, igual que La Nación, mentre que Página/12 l va donar una puntuació de 8/10.
Quant a les pàgines especialitzades d'internet, a Rotten Tomatoes manté una crítica positiva del 60% sobre un total de dalt de 70 vots d'usuaris, i a Cines Argentinos manté una puntuació similar, de 6,2/10. Una mica per dalt de les anteriors Internet Movie Database la qualifica amb 6,8/10 sobre un total de més de 300 vots.
| « | "Potent thriller dramàtic (...) amb una magnífica utilització de les el·lipsis, bones interpretacions" | » |

| « | "Un hàbil guió, un ritme incessant i, per descomptat, uns actors que ofereixen una enèsima mostra del seu talent. (...) Un film d'autor... per a tots els públics" | » |

"Una pel·lícula total, precisa i impecable (...) unes interpretacions immillorables (...) Puntuació: *** (sobre 5)" (Andrea G. Bermejo: Cinemanía)

## Premis
| Any  | Premi                    | Categoria                | Nominat                 | Resultat  | Ref           |
| ---- | ------------------------ | ------------------------ | ----------------------- | --------- | ------------- |
| 2010 | 55a Seminci              | Espiga d’Or              | Espiga d’Or             | Won       | [ 11 ]        |
| 2010 | V edició dels Premis Sur | Millor opera prima       | Millor opera prima      | Guanyador | [ 12 ] [ 13 ] |
| 2010 | V edició dels Premis Sur | Millor guió original     | Ana Cohan, Miguel Cohan | Nominat   | [ 12 ] [ 13 ] |
| 2010 | V edició dels Premis Sur | Millor actor             | Leonardo Sbaraglia      | Nominat   | [ 12 ] [ 13 ] |
| 2010 | V edició dels Premis Sur | Millor actriu secundària | Ana Celentano           | Nominat   | [ 12 ] [ 13 ] |
| 2010 | V edició dels Premis Sur | Millor actor secundari   | Martín Slipak           | Guanyador | [ 12 ] [ 13 ] |
| 2010 | V edició dels Premis Sur | Millor actor novell      | Martín Slipak           | Nominat   | [ 12 ] [ 13 ] |